# Agiotaje
En derecho, se llama agiotaje (palabra derivada de agio y ésta del italiano aggio que significa "añadido") a la especulación  de comercio que se hace cambiando el papel moneda en dinero efectivo o el dinero efectivo en papel, aprovechando ciertas circunstancias para lograr crecido interés (Véase también: usura). 
El agiotaje tenía sus inconvenientes y sus ventajas. 
- Inconvenientes, pues facilita a los dueños del dinero el medio de enriquecerse sin trabajar, aparta muchos fondos de las empresas útiles y da lugar a fraudes, acostumbrando a los hombres a faltar a sus empeños y a satisfacer sus deudas con una parte de ellas.
- Ventajas, pues mantiene el valor de los efectos públicos, y proporciona a sus tenedores el medio de hallar el todo o parte del caudal que representan.

El agiotista o agiotador es el que se emplea en el agiotaje, esto es, en el cambio de letras y efectos públicos por metálico o al revés. Aunque esta clase de negociantes contribuye a mantener el crédito de los efectos públicos, no obstante, como llegó a creerse que algunos se valían de malas artes para aumentar el demérito del papel del gobierno a fin de hacer mayor su ganancia, en España se prohibió absolutamente en real decreto de 6 de abril de 1799 a toda clase de personas el mezclarse con ningún pretexto como corredores o mediadores en la negociación de vales reales, bajo la pena irremisible de destierro por cuatro años y a diez leguas de distancia del pueblo donde se orillease, por la primera vez y la de presidio por igual término en caso de reincidencia, permitiendo solo intervenir en dicha negociación a los corredores jurados del número de cada plaza con la indispensable condición de llevar en sus libros asientos formales de estas negociaciones y de observar las mismas solemnidades que por las ordenanzas les estaban prescritas con respecto a las letras de cambio ; nota i, tit. 6, lib. 9, Nov. Rec.